# Меликян, Бабкен Людвигович
Бабке́н Лю́двигович Меликя́н (арм. Բաբկեն Լյուդվիգի Մելիքյան; 3 апреля 1960, Ереван, Армянская ССР, СССР) — советский и армянский футболист. Известен по выступлениям за «Арарат» и «Спартак» (Москва). Мастер спорта СССР (1980).

## Клубная карьера
Начал играть в РСДЮШОР (Ереван) в 1971 году.
С завершением чемпионата 1986 года Меликян покинул днепропетровский «Днепр». Со следующего года значился в составе московского «Спартака». Дебют состоялся 10 марта 1987 года, а 11 днями позже забил свой единственной гол. Пробыл в команде только половину сезона. Летом того же года перешёл в абовянский «Котайк».
В 1992 году уехал в Ливан играть за команду армянской общины. Впоследствии принял гражданство Ливана и выступал за национальную сборную страны (забил 3 мяча).
Играющий тренер «Саджеса» (Бейрут, Ливан) в сезонах 1998/99, 1999/00.
В начале 2000-х вернулся в Армению.

## Тренерская деятельность
Являлся исполняющим обязанности главного тренера футбольного клуба «Мика» с октября 2009 года до конца года. За 4 тура до окончания чемпионата 2010 года подал в отставку с поста главного тренера ереванской «Киликии» Самвел Дарбинян. Вместо покинувшего клуб опытного специалиста был приглашён Бабкен Меликян. В новом году команда с Меликяном начала подготовку к новому сезону. Проведены были несколько тренировок. Руководству клуба нужно было подтвердить участие «Киликии» в первенстве страны 2011 года и внести соответствующие взносы до 16 января. Но никаких подтверждений и оплат не произвелось в указанный срок. 26 января руководство клуба направило официальное письмо в Федерацию футболу Армении, сообщив, что команда расформировывается и не сможет принять участие в чемпионате Армении 2011 года из-за финансовых проблем. 31 января ФФА официально приняла решение исключить «Киликию» из всех футбольных турниров под эгидой ФФА. Таким образом клуб прекратил своё существование.

## Достижения
- Как игрок:
  - Чемпион СССР: 1987
  - Чемпион Европы среди молодёжных сборных: 1980
  - Обладатель Кубка Федерации футбола СССР: 1986, 1987

- Как тренер:
  - Серебряный призёр чемпионата Армении: 2009

## Личная жизнь
Женат на дочери олимпийского чемпиона по футболу Йожефа Бецы.